# 拉度酒庄
拉图酒庄(法語：[lɑˈtur] ⓘ)是位于法国梅多克（Médoc）地区，占地65公顷(的葡萄酒庄园。该酿酒庄园位于波亞克（Pauillac）市，并冠以该原产地命名控制（也就是Appellation de Pauillac contrôlée，详见原产地命名控制）。该庄出产的葡萄酒是享誉世界的波尔多葡萄酒之一。
拉图酒庄在目前法國官方排名中，是位列第一等（Premier Grand Cru）的五大酒庄之一，与玛歌酒庄，拉菲酒庄，木桐酒庄和侯贝酒庄共享该殊荣。
拉图酒莊年產4萬箱酒，它使用的葡萄包含了75%的赤霞珠（卡本內-蘇維濃）和20%的梅洛，其餘的5%則是品丽珠與小維多。

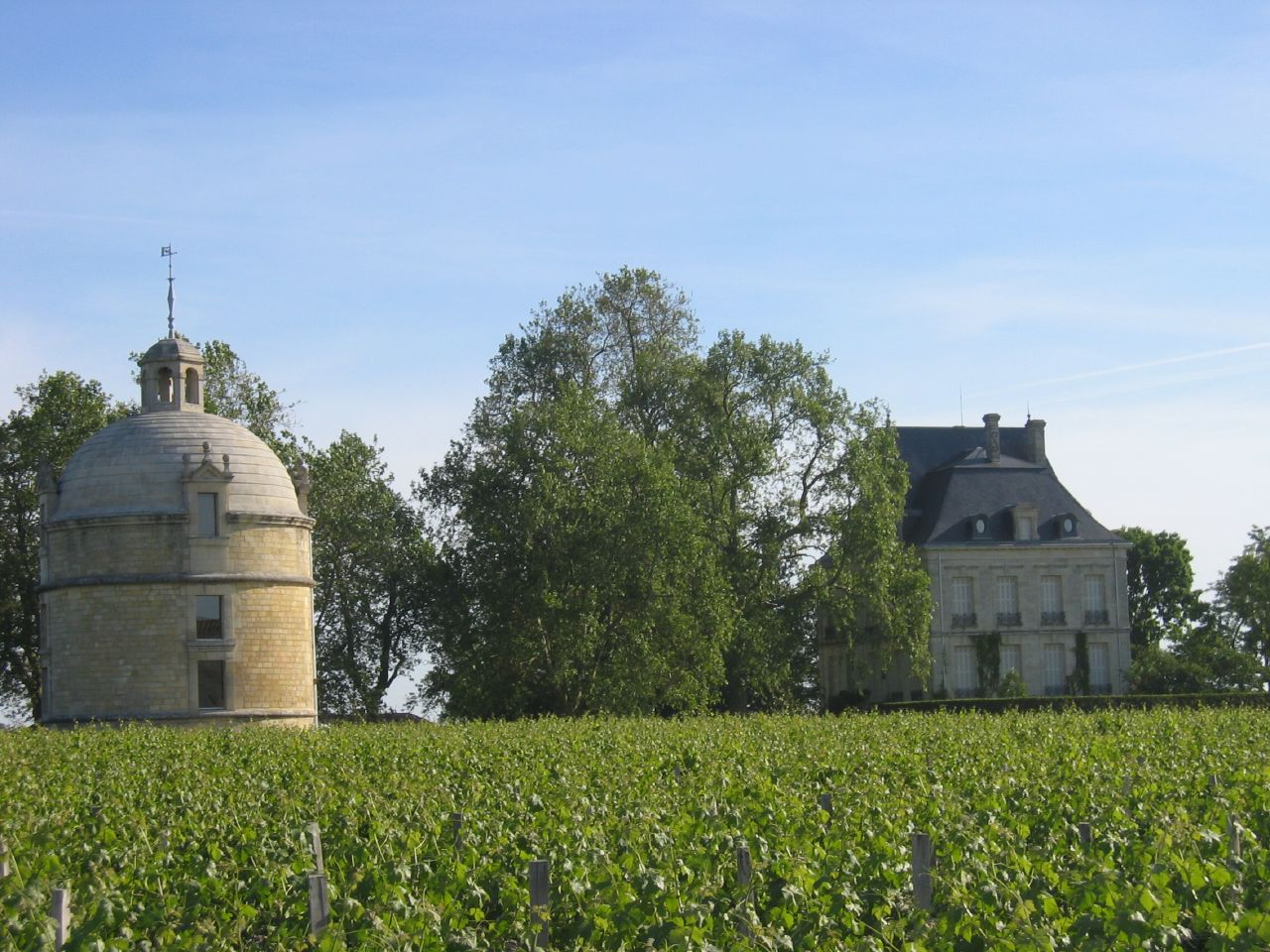
拉图酒庄

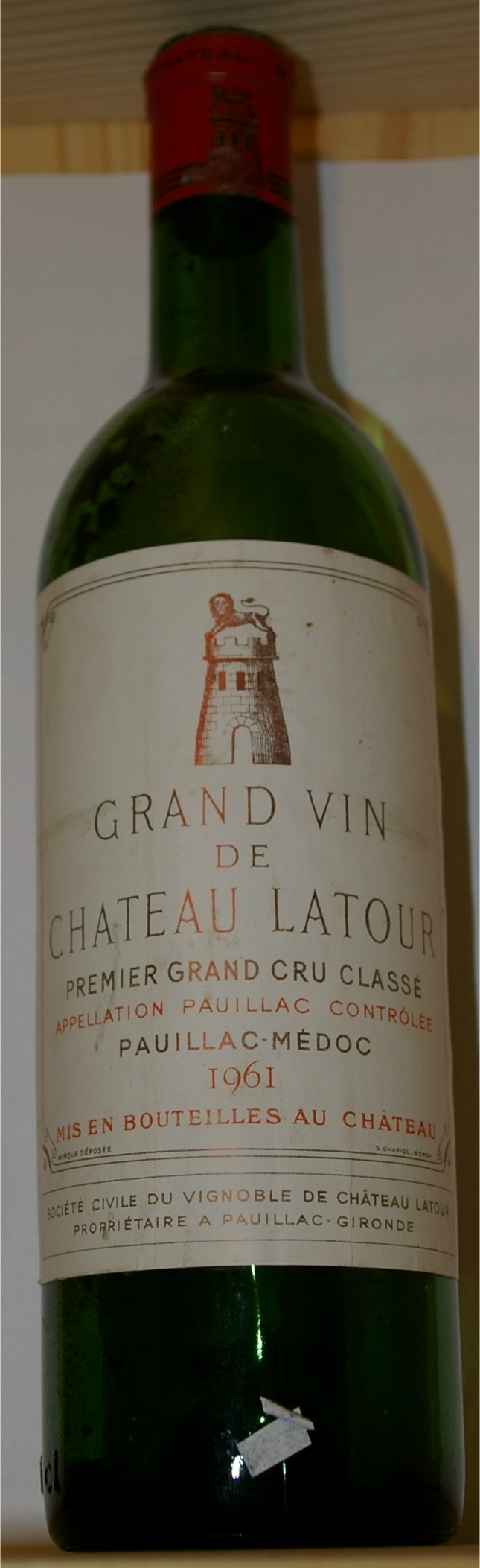
拉图酒庄1961年份的葡萄酒

拉图酒莊釀造三種主要種類的紅酒，除了它世界聞名的"Grand Vin de Château Latour"以外，它從1966年和1990分別生產了 "Les Forts de Latour"與次品牌的"Pauillac".

## 歷史
拉图現在的地點，早在14世紀早期百年戰爭時，就有軍隊從河口到此地建築了300公尺長的炮台用來防禦攻擊。 這座炮塔 - 「La Tour en Saint-Maubert」，將它的名字給了在附近森林的莊園，並一直被英格蘭控制到1453年戰爭結束。
原本的炮塔早已不存在了，但1620年代時又在莊園處建造了一座La Tour de Saint-Lambert，作用是為信鴿巢。
雖然葡萄的歷史從14世紀就開始了，但作為世界最偉大的酒莊之一，拉图的歷史是在17世紀被拉菲酒莊擁有者Alexandre de Ségur繼承後才揭開序幕。 在1718年他兒子Nicolas-Alexandre擴大經營買下了木桐酒莊與卡思嘉酒莊(Château Calon-Ségur)並生產高品質的好酒。
雖然比拉菲酒莊慢了一點，但拉图酒莊仍到達了一定的水準，並在1800年代贏得20次波爾多標準，以及在1855年獲得現在五大酒莊的地位，確立了其在歷史上的地位。
在1963年時，拉图酒莊離開了Ségur家族的手中，被賣出四分之三的股份給英國Harveys of Bristol公司以及Pearson集團。 1989年它被以1億1千萬英磅左右賣給Allied Lyons公司以及在1993年時以8千6百萬英磅的代價被法國商人 François Pinault買下，回到了法國人的手中。
拉图酒莊是五大酒莊中第一個以不鏽鋼桶發酵取代舊橡木桶，將釀酒過程現代化的酒莊。

## 葡萄酒
拉图酒莊以「Les Forts de Latour」的品牌販賣其二级酒。

## 參賽與得獎記錄
- 拉图酒莊1990年份的酒於1993年被Wine Spectator雜誌選為其代表酒。
- 1975年的聖地牙哥品評大會(San Diego Wine Tasting of 1975)中，拉图與木桐酒莊並列為第二名。
- 1981年的渥太華品評大會(Ottawa Wine Tasting of 1981)中，它在13名參賽者中名列第7 (前五名都是加州酒)。
- 2000年在夏威夷的Halekulani Wine Tasting of 2000在20名參賽者中，96年份的Latour掉出前三，僅名列第11名。
- 在2004年的柏林品評大會(Berlin Wine Tasting of 2004)中，其在十名參賽者中名列第六。
- 在2006年的東京品評大會(Tokyo Wine Tasting of 2006)中，在十名參賽者中獲得冠軍。

## 酒款評分
- 2011	《葡萄酒爱好者》96/100
- 2010	《葡萄酒观察家》96-99/100
- 2009	《葡萄酒倡导家》98-100/100
- 2008	《葡萄酒倡导家》95+/100
- 2007	《葡萄酒倡导家》92/100